# 24 tháng 2
Ngày 24 tháng 2 là ngày thứ 55 trong lịch Gregory. Còn 310 ngày trong năm (311 ngày trong năm nhuận).

## Sự kiện
- 947 – Sau khi diệt Hậu Tấn, Hoàng đế Khiết Đan Da Luật Đức Quang tiến hành đăng quang hoàng đế của Trung Nguyên, xưng là "Đại Liêu"
- 1303 – Trận Roslin của Chiến tranh giành độc lập lần thứ nhất của Scotland, bắt đầu.
- 1525 – Quân Tây Ban Nha–Áo đánh bại quân Pháp tại Trận Pavia.
- 1582 – Giáo hoàng Grêgôriô XIII đưa ra Lịch Gregory để thay thế lịch Julius, quyết định bỏ 10 ngày trong tháng 10 năm đó.
- 1607 – Công diễn vở La favola d'Orfeo của nhà soạn nhạc Claudio Monteverdi, một trong những vở opera đầu tiên được công nhận.
- 1711 – Công diễn vở Rinaldo của nhà soạn nhạc George Frideric Handel, vở opera tiếng Ý đầu tiên được soạn cho sàn diễn Luân Đôn.
- 1826 – Hiệp ước Yandabo được ký kết, Chiến tranh Anh–Miến thứ Nhất kết thúc.
- 1848 – Vua Louis–Philippe I của Pháp thoái vị.
- 1854 – Tem Penny Red trở thành con tem bưu chính đầu tiên có viền răng cưa được phát hành.
- 1861 – Chiến tranh Pháp–Đại Nam: Bắt đầu trận Đại đồn Chí Hòa tại Gia Định giữa quân Pháp và quân Nguyễn, quân Pháp giành chiến thắng sau hai ngày giao chiến.
- 1863 – Arizona được tổ chức thành lãnh thổ Hoa Kỳ.
- 1875 – Tàu SS Gothenburg chìm tại bờ đông nước Úc sau khi va phải rạn san hô Great Barrier, khiến khoảng 100 người thiệt mạng, bao gồm một số nhân viên công vụ và quan chức cao cấp.
- 1917 – Thế Chiến I: Bức điện báo Zimmermann đến tay Walter Hines Page Đại sứ Hoa Kỳ tại Anh Quốc. Trong bức điện, Đức cam kết giúp Mexico lấy lại New Mexico, Texas, và Arizona nếu Mexico tuyên chiến với Hoa Kỳ.
- 1918 – Sau Cách mạng Tháng Mười, tại Tallinn, Ủy ban Cứu quốc Estonia ra tuyên bố Estonia độc lập từ Nga, và bổ nhiệm chính phủ lâm thời.
- 1920 – Đảng Công nhân Đức đổi tên thành Đảng Công nhân Đức Quốc gia Xã hội chủ nghĩa trong hội nghị tại Hofbräuhaus München.
- 1976 – Hiến pháp hiện hành của Cuba chính thức được công bố.
- 2005 – thủ tướng Việt Nam kí quyết định lấy ngày 23/11 là ngày di sản văn hóa Việt Nam
- 2008 – Quốc hội Cuba bầu Raúl Castro làm Chủ tịch nước sau khi Fidel Castro tuyên bố sẽ không chấp nhận vị trí này vì lý do sức khỏe.
- 2020 – Thủ tướng Malaysia Mahathir Mohamad đã đệ đơn từ chức lên Quốc vương Abdullah Ri'ayatuddin Al–Mustafa Billah Shah.[1]
- 2022 – Tổng thống Nga Vladimir Putin tiến hành cuộc tấn công vào Ukraina.[2]

## Sinh
- 1103 – Thiên hoàng Toba (m. 1156)
- 1500 – Karl V, Hoàng đế Đế quốc La Mã Thần thánh (m. 1558)
- 1536 – Giáo hoàng Clêmentê VIII (m. 1605)
- 1557 – Matthias, Hoàng đế Đế quốc La Mã Thần thánh (m. 1619)
- 1709 – Jacques de Vaucanson, kỹ sư người Pháp (m. 1782)
- 1743 – Joseph Banks, nhà thực vật học và nhà khám phá người Anh (m. 1820)
- 1767 – Rama II, Vua Xiêm (m. 1824)
- 1866 – Cyril Arthur Pearson trùm báo chí Anh (m. 1921)
- 1917 – Nguyễn Văn Tỵ, họa sĩ Việt Nam (m. 1992)
- 1922 – Anrê Nguyễn Văn Nam, Nguyên Giám mục chính tòa Giáo phận Cần Thơ (mất 2006)
- 1936 – John Stuart Baker, tướng Úc (m. 2007)
- 1940 – Denis Law, danh thủ bóng đá Scotland
- 1955 – Steve Jobs, doanh nhân Hoa Kỳ
- 1983 – Priscila Perales, Hoa hậu Quốc tế 2007
- 1986 – Ricky Ullman, diễn viên truyền hình Mỹ gốc Do Thái

## Mất
- 1908 – Giuse Phạm Văn Thiên, Nguyên Giám mục chính tòa Giáo phận Phú Cường (sinh 1908)
- 1953 – Gerd von Rundstedt, thống chế quân đội Đức Quốc xã (s. 1875).
- 1993 – Bobby Moore, cầu thủ bóng đá Anh (s. 1941).
- 2001 – Claude Shannon, nhà toán học và kỹ sư người Mỹ (m. 30/4/1916)
- 2022 – Ngọc Đáng, nghệ sĩ cải lương người Việt Nam, qua đời vì COVID-19 (s. 1951).